# Roche-le-Peyroux
Roche-le-Peyroux är en kommun i departementet Corrèze i regionen Nouvelle-Aquitaine i de centrala delarna av Frankrike. Kommunen ligger  i kantonen Neuvic som tillhör arrondissementet Ussel. År 2022 hade Roche-le-Peyroux 98 invånare.

## Befolkningsutveckling
Antalet invånare i kommunen Roche-le-Peyroux
Referens:INSEE